# Васильев, Николай Юрьевич
Никола́й Ю́рьевич Васи́льев (род. 21 апреля 1982) — российский историк искусства, искусствовед, фотограф.

## Биография
Николай Васильев родился в 1982 году.
В 2011 году в Научно-исследовательском институте теории архитектуры и градостроительства Российской академии архитектуры и строительных наук (НИИТАГ РААСН) защитил диссертацию на соискание учёной степени кандидата искусствоведения на тему «Коллаж в зарубежном дизайне 1960—1990-х годов как прототип архитектурного формообразования» под руководством Ирины Добрицыной.
Координатор проекта «МосКонструкт», член Международного совета по вопросам памятников и достопримечательных мест, заместитель заведующего лаборатории градостроительных исследований Московского архитектурного института (МАрхИ). С 2020 года преподаёт в МГАХИ им. В. И. Сурикова.

### Семья
- Мать — Елена Борисовна Овсянникова, советский и российский архитектуровед, историк искусства.
- Сестра — Ольга Юрьевна Швецова, архитектор.

## Научная деятельность
Область научных интересов: архитектура и дизайн авангарда, ар деко, модернизма и постмодернизма; охрана наследия.

### Книги
- Васильев Н. Ю., Казакова О. В., Овсянникова Е. Б., Тевосян Р. И. Архитектура советского модернизма. Мастер Игорь Василевский. — Екатеринбург: TATLIN, 2016. — 144 с. — ISBN 978-5-000750-85-8.
- Васильев Н. Ю., Евстратова М. В., Овсянникова Е. Б., Панин О. А. Архитектура авангарда. Вторая половина 1920-ч – первая половина 1930-х годов.. — М., 2011. — 480 с. — ISBN 978-5-4330-0021-6.

### Интервью
- Кузичев Анатолий. Николай Васильев: мы теряем городскую среду. Вести ФМ (30 декабря 2012). Дата обращения: 3 мая 2016.